# 3900 Knežević
3900 Knežević este un asteroid din centura principală, descoperit pe 14 septembrie 1985 de Edward Bowell.